# NGC 5713
NGC 5713 é uma galáxia espiral barrada (SBbc) localizada na direcção da constelação de Virgo. Possui uma declinação de -00° 17' 24" e uma ascensão recta de 14 horas, 40 minutos e 11,3 segundos.
A galáxia NGC 5713 foi descoberta em 11 de Abril de 1787 por William Herschel.